# Сарафис, Стефанос
Сте́фанос Сара́фис (греч. Στέφανος Σαράφης; 26 октября 1890, Трикала — 31 мая 1957, Афины) — военный и политический деятель Греции, один из руководителей греческого Движения Сопротивления.

## Биография

Генерал Стефанос Сарафис — Военный музей, Афины

В 1907 году поступил на юридический факультет Афинского университета. В 1910 году пошёл добровольцем в армию, участвовал в Балканских войнах 1912—1913 годов.
В 1913 году окончил военное училище и стал офицером. Принимал участие в Первой мировой войне. В конце 1918 года участвовал в Украинском походе греческой армии.
В 1918 году примкнул к Либеральной партии. В 1922 году участвовал в греко-турецкой войне 1919—1922 годов.
В 1931—1934 годах С. Сарафис занимает должность военного атташе Греции во Франции.
В 1935 году, за участие в демократическом движении греческого офицерства и двух провалившихся попытках венизелистских переворотов, был разжалован и приговорён к пожизненному заключению. В декабре 1936 года амнистирован. В 1937—1940 годах находился в ссылке на острове Мелос. Там познакомился в 1939 году с сотрудницей Британской археологической школы (BSA) Марион Паско (Marion Pascoe; 1913—1999), прибывшей на остров с целью археологических исследований (ссыльный офицер оказался едва ли не единственным знавшим английский язык обитателем и вызвался ей помогать с переводом). После начала Второй мировой войны Марион вернулась в Англию. Она была переводчицей и редактором английского сокращённого издания его книги «ЭЛАС» (Greek Resistance Army. The Story of ELAS. London, 1951). В ходе работы над текстом они поддерживали переписку на протяжении конца 1940-х годов. В 1952 году они поженились.
После захвата Греции итало-немецкими войсками в 1941 году дважды, в 1941 и в 1942 годах, арестовывался итальянскими оккупационными властями. Изначально связанный с Народной республиканской греческая лигой (ЭДЕС) и Национальным и социальным освобождением (ЭККА), в марте 1943 года попал в руки к коммунистическим партизанам и уже в следующем месяце перешёл на их сторону; его мотивы остаются предметом дискуссий, однако большинство сходится на том, что он был впечатлён размахом их подпольных действий и сочувствовал их политическим целям. В мае 1943 — феврале 1945 года Стефанос Сарафис — командующий греческой Народно-освободительной армией (ЭЛАС), глава её генерального штаба.
В 1946 году сослан проанглийскими греческими властями на остров Серифос, а в 1948 году — на остров Макронисос. В 1951 году Стефанос Сарафис, находясь в ссылке, был избран депутатом парламента, но власти аннулировали его мандат. После выхода в том же году на свободу Сарафис становится одним из руководящих деятелей Единой демократической левой партии Греции (ЭДА). В 1952 и 1956 годах был вновь избран в парламент. В 1956 году, в составе греческой парламентской делегации, посетил СССР.
Погиб в Афинах под колёсами автомобиля американского военнослужащего, при этом была также тяжело травмирована и его жена Марион Сарафис. Её сломанная правая нога неправильно срослась и она осталась калекой. Унтер-офицер Военно-воздушных сил США признал, что вёл машину в состоянии алкогольного опьянения и превысил скорость. Однако ряд политиков ЭДА высказывали в прессе предположение, что видный оппозиционный политик, генерал-майор антифашистской ЭЛАС и противник НАТО пал жертвой преднамеренного убийства.